# Morti nel 1784
| Questa pagina contiene informazioni ricavate automaticamente dalle voci biografiche con l'ausilio del template Bio e di un bot. L'aggiornamento è periodico e automatico e ricostruisce completamente la pagina. Se manca una persona in questa lista, sei pregato di non aggiungerla, ma accertati piuttosto che la sua voce biografica contenga il template Bio e che i dati anagrafici siano correttamente compilati. Se il template Bio manca, inseriscilo tu stesso o, in alternativa, metti l'avviso {{tmp\|Bio}} che ne segnala la mancanza. Se i dati riportati sono sbagliati, correggi direttamente la voce biografica; le modifiche saranno visibili in questa lista entro pochi giorni. Per chiarimenti vedi il progetto biografie. La lista contiene solo le 120 persone che sono citate nell'enciclopedia e per le quali è stato implementato correttamente il template Bio. Pagina aggiornata al 18 ago 2025. |

## Gennaio(10)
- 2 gennaio - Caspar Anton von Belderbusch, nobile e politico tedesco (n. 1722)
- 11 gennaio - Camillo Zampieri, scrittore, poeta e diplomatico italiano (n. 1701)
- 12 gennaio - Edward Walpole, politico inglese (n. 1706)
- 14 gennaio - Ferdinand Philipp von Lobkowicz, nobile ceco (n. 1724)
- 23 gennaio - Domenico Porretti, compositore e violoncellista italiano (n. 1709)
- 23 gennaio - Teodora d'Assia-Darmstadt, nobildonna austriaca (n. 1706)
- 23 gennaio - Carlo Vittorio Amedeo Ignazio delle Lanze, cardinale e arcivescovo cattolico italiano (n. 1712)
- 24 gennaio - Andrea Bernasconi, compositore italiano (n. 1706)
- 24 gennaio - Giovanni Crisostomo Trombelli, presbitero e filologo italiano (n. 1697)
- 27 gennaio - Amelia Darcy, nobildonna inglese (n. 1754)

## Febbraio(9)
- 4 febbraio - Federica Luisa di Prussia, nobile (n. 1714)
- 8 febbraio - Francescantonio Grimaldi, giurista e filosofo italiano (n. 1741)
- 9 febbraio - Giovanni Battista Lorenzo Bogino, politico italiano (n. 1701)
- 16 febbraio - Michelangelo Martini, religioso e storico italiano (n. 1700)
- 18 febbraio - Thomas Morell, librettista, letterato e tipografo inglese (n. 1703)
- 22 febbraio - Nicola Porta, pittore italiano (n. 1710)
- 22 febbraio - Sophie Volland, letterata francese (n. 1716)
- 27 febbraio - Conte di Saint-Germain, alchimista e avventuriero francese (n. 1712)
- 27 febbraio - Udalrico Fantelli, presbitero e allevatore italiano (n. 1706)

## Marzo(6)
- 10 marzo - Christian Wilhelm Franz Walch, teologo e storico austriaco (n. 1726)
- 12 marzo - Henrik af Trolle, ammiraglio svedese (n. 1730)
- 13 marzo - Cosimo Amidei, giurista e filosofo italiano (n. 1722)
- 23 marzo - Giovanni Carlo Bandi, cardinale e vescovo cattolico italiano (n. 1709)
- 26 marzo - Thomas Bond, medico e chirurgo statunitense (n. 1713)
- 30 marzo - Emmanuel de Croÿ-Solre, generale francese (n. 1718)

## Aprile(11)
- 1º aprile - Salvatore Andreani, vescovo cattolico italiano (n. 1705)
- 2 aprile - Balthazard Marie Émérigon, giurista francese (n. 1716)
- 12 aprile - Joseph Raulin, ginecologo e medico francese (n. 1708)
- 15 aprile - Maximilian Friedrich von Königsegg-Rothenfels, arcivescovo cattolico tedesco (n. 1708)
- 20 aprile - Paolo De Majo, pittore italiano (n. 1703)
- 22 aprile - Francesco Adolfo di Anhalt-Bernburg-Schaumburg-Hoym, nobile (n. 1724)
- 23 aprile - Salomone I d'Imerezia, re (n. 1735)
- 26 aprile - Angelo Duca, brigante italiano (n. 1734)
- 26 aprile - Nano Nagle, religiosa irlandese (n. 1718)
- 29 aprile - Agustín de Jáuregui, militare e politico spagnolo (n. 1711)
- 30 aprile - François-Charles de Velbruck, vescovo cattolico e nobile tedesco (n. 1719)

## Maggio(5)
- 3 maggio - Johann Trinius, teologo e filosofo tedesco (n. 1722)
- 10 maggio - Antoine Court de Gébelin, letterato e esoterista francese
- 12 maggio - Abraham Trembley, naturalista e zoologo svizzero (n. 1710)
- 20 maggio - Giovanni Battista Rospigliosi, nobile italiano (n. 1724)
- 30 maggio - Pierre-Élisabeth de Fontanieu, funzionario francese (n. 1731)

## Giugno(3)
- 17 giugno - Felipe de Neve, esploratore spagnolo (n. 1724)
- 19 giugno - Jean Saint Malo
- 26 giugno - Caroline FitzRoy, nobildonna inglese (n. 1722)

## Luglio(7)
- 1º luglio - Wilhelm Friedemann Bach, compositore e organista tedesco (n. 1710)
- 7 luglio - Louis Anseaume, drammaturgo francese (n. 1721)
- 8 luglio - Torbern Olof Bergman, chimico e mineralogista svedese (n. 1735)
- 19 luglio - Adam Patačić, arcivescovo cattolico e nobile croato (n. 1716)
- 22 luglio - Girolamo Spinola, cardinale e arcivescovo cattolico italiano (n. 1713)
- 28 luglio - Andrija Balović, presbitero, traduttore e storico montenegrino (n. 1721)
- 31 luglio - Denis Diderot, filosofo, critico d'arte e enciclopedista francese (n. 1713)

## Agosto(7)
- 2 agosto - Simone Calimani, rabbino e scrittore italiano (n. 1699)
- 3 agosto - Giovanni Battista Martini, francescano, compositore e teorico della musica italiano (n. 1706)
- 10 agosto - Allan Ramsay, pittore britannico (n. 1713)
- 25 agosto - Ekaterina Alekseevna Senjavina, nobildonna russa (n. 1761)
- 28 agosto - Hannah Norsa, attrice teatrale e cantante inglese (n. 1712)
- 28 agosto - Junípero Serra, missionario spagnolo (n. 1713)
- 29 agosto - Zachar Grigor'evič Černyšëv, ufficiale russo (n. 1722)

## Settembre(12)
- 1º settembre - Jean-François Séguier, naturalista francese (n. 1703)
- 2 settembre - Giovanni Battista Visconti, archeologo italiano (n. 1722)
- 3 settembre - Francesco Gori Gandellini, critico d'arte italiano (n. 1738)
- 4 settembre - César-François Cassini, astronomo francese (n. 1714)
- 7 settembre - Giovanni Antonio Cybei, scultore e religioso italiano (n. 1706)
- 8 settembre - Ann Lee, mistica britannica (n. 1736)
- 14 settembre - Nicolas Capron, violinista e compositore francese (n. 1740)
- 14 settembre - Henry d'Arles, pittore francese (n. 1734)
- 14 settembre - Giambattista Pasquali, editore e tipografo italiano (n. 1702)
- 15 settembre - Nicolas-Bernard Lépicié, pittore francese (n. 1735)
- 17 settembre - John Tylney, II conte Tylney, nobile e politico inglese (n. 1712)
- 27 settembre - Chevalier de Grimaldi, politico monegasco (n. 1697)

## Ottobre(6)
- 19 ottobre - Egidio Dall'Oglio, pittore italiano (n. 1705)
- 22 ottobre - Zaccaria Seriman, scrittore, poeta e librettista italiano (n. 1709)
- 22 ottobre - John Waldegrave, III conte Waldegrave, politico e generale inglese (n. 1718)
- 24 ottobre - Carlo Massimiliano di Dietrichstein, nobile boemo (n. 1702)
- 26 ottobre - Sofia Cristina di Anhalt-Bernburg-Schaumburg-Hoym, nobile (n. 1710)
- 29 ottobre - Giuseppe Zais, pittore italiano (n. 1709)

## Novembre(6)
- 3 novembre - Matías de Gálvez y Gallardo, generale spagnolo
- 3 novembre - Nicolas Guibal, pittore francese (n. 1725)
- 6 novembre - Giuseppe Arena, compositore e organista italiano (n. 1713)
- 7 novembre - Giovanni Battista Noghera, gesuita, scrittore e retore italiano (n. 1719)
- 22 novembre - Paolo Frisi, matematico, astronomo e presbitero italiano (n. 1728)
- 22 novembre - Carlo Ferdinando Landolfi, liutaio italiano (n. 1715)

## Dicembre(11)
- 5 dicembre - Phillis Wheatley, poetessa statunitense (n. 1753)
- 6 dicembre - Richard Howly, politico statunitense (n. 1740)
- 11 dicembre - Aleksandr Dmitrievič Lanskoj, militare russo (n. 1758)
- 11 dicembre - Anders Johan Lexell, astronomo e matematico russo (n. 1740)
- 13 dicembre - Samuel Johnson, critico letterario, poeta e saggista britannico (n. 1709)
- 15 dicembre - Nathanael Matthaeus von Wolf, medico, botanico e astronomo prussiano (n. 1724)
- 25 dicembre - Yosa Buson, poeta e pittore giapponese (n. 1716)
- 25 dicembre - Claude de Beauharnais, nobile e ammiraglio francese (n. 1717)
- 26 dicembre - Otto Friedrich Müller, naturalista danese (n. 1730)
- 27 dicembre - Gianmaria Biemmi, prete e storico italiano (n. 1708)
- 31 dicembre - Giovanni Battista Alberoni, pittore e scenografo italiano (n. 1703)

## Senza giorno specificato(27)
- Antonio Beltrami, pittore italiano (n. 1724)
- Giuseppe Bottani, pittore italiano (n. 1717)
- Francesco Capella, pittore italiano (n. 1711)
- Andrea Casali, pittore italiano (n. 1705)
- Ignazio Celoniati, compositore e violinista italiano (n. 1730)
- Ivan Ivanovič Chemnicer, scrittore russo (n. 1745)
- Peter Corcoran, pugile irlandese (n. 1740)
- Konstantinos Dapontes, scrittore greco (n. 1714)
- Giuseppe Duprà, pittore italiano (n. 1703)
- Carlo Faucci, incisore italiano (n. 1729)
- Else Hansen, nobile danese (n. 1720)
- Ike Gyokuran, pittrice e poetessa giapponese (n. 1727)
- Jan Hope, banchiere olandese (n. 1737)
- Charles-Antoine Jombert, scrittore e editore francese (n. 1712)
- Giuseppe Jozzi, cantante castrato, clavicembalista e compositore italiano
- Thomas Kitchin, cartografo, editore e incisore inglese (n. 1718)
- Pierre-Joseph Macquer, chimico francese (n. 1718)
- Benedetto Micheli, musicista, librettista e poeta italiano (n. 1699)
- Gregorio Morlaiter, scultore italiano (n. 1738)
- John Müller, matematico, ingegnere e educatore tedesco (n. 1699)
- Alfonso Niccolai, gesuita e teologo italiano (n. 1706)
- Gaspar de Portolá, esploratore spagnolo (n. 1716)
- Ferdinando Tetamo, teologo e gesuita italiano (n. 1725)
- Stefano Torelli, pittore italiano (n. 1712)
- Francesco Ventretti, matematico italiano (n. 1713)
- Giovanni Battista Visi, storico italiano (n. 1737)
- İzzet Mehmed Pascià, politico ottomano (n. 1723)